# Luis Anderson Morúa
Luis Rafael Medardo Anderson Morúa (Cartago, 8 de junio de 1873-San José, 15 de junio de 1948) fue un abogado y político costarricense. Hijo del profesor británico James Anderson y de la costarricense Antonia Morúa.

## Estudios
Finalizó con honores la secundaria en el Liceo de Costa Rica como bachiller en Ciencias en 1892 y se graduó de licenciado en Leyes en la Escuela de Derecho de Costa Rica en 1897. 

## Actividad forense
Como abogado, se especializó en temas de Derecho Internacional Público, pero también se interesó mucho por el Derecho mercantil y el Derecho procesal penal. Fue autor del proyecto de Código de Procedimientos Penales de Costa Rica de 1906 y miembro de la comisión que redactó el proyecto de Código de Comercio de Panamá. Perteneció a la Academia Diplomática Internacional de París y fue miembro fundador y tesorero del Instituto Americano de Derecho internacional, entre otros.
Como jurista experto en Derecho Internacional Público, fue consultado por los gobiernos de Guatemala, Honduras y Colombia para dilucidar cuestiones limítrofes con Belice, Nicaragua y Perú, respectivamente. Asimismo, en el ámbito privado le correspondió representar los intereses del Royal Bank of Canada en el sonado caso de los denominados "billetes sábana" que se resolvió mediante el llamado Laudo Taft, y a importantes empresas transnacionales ferroviarias y eléctricas que operaban en Costa Rica y en Cuba.
Fue conjuez de la Corte Suprema de Justicia de Costa Rica en 1910 y de 1917 a 1919.

## Actividad académica
En 1903 inició su profesorado en el curso de Derecho Internacional Público y diplomático en la Escuela de Derecho de Costa Rica, el cual impartió por más de cuarenta años.

## Cargos políticos
Fue diputado suplente por Limón de 1902 a 1906 y diputado propietario por Cartago en 1906, secretario de Relaciones Exteriores y carteras anexas de 1906 a 1908 durante la primera administración de don Cleto González Víquez, y diputado por Alajuela de 1914 a 1917. En 1917 fue vicepresidente del Consejo de Instrucción Pública e inspector general de Enseñanza.

## Actividad diplomática
Fue cónsul honorario de Venezuela en Costa Rica de 1905 a 1906, ministro plenipotenciario de Costa Rica en México, ministro plenipotenciario de Costa Rica en los Estados Unidos, embajador en misión especial en Cuba (1936), delegado de Costa Rica en varias conferencias panamericanas y en la conferencia de San Francisco en la que se crearon las Naciones Unidas, consejero jurídico honorario de la Legación de México en Costa Rica.
Como delegado de Costa Rica en las conferencias que crearon el primer sistema Washington (1907-1908), propuso y logró la creación de la Corte de Justicia Centroamericana o Corte de Cartago. Fue magistrado suplente por Costa Rica en esa Corte de 1908 a 1913.
En representación de Costa Rica firmó con el plenipotenciario panameño Belisario Porras la convención Anderson-Porras de 1910, mediante la cual ambos países aceptaban como válida la frontera fijada en el Laudo Loubet en la vertiente del Pacífico (línea Anderson-Porras) y sometían la interpretación de ese laudo en la vertiente del Mar Caribe al arbitraje del presidente de la Corte Suprema de Justicia de los Estados Unidos. Esto dio origen al Laudo White de 1914.

## Libros
El Gobierno de Facto
El Laudo Loubet
Legislación Internacional del Trabajo